# Skänningeannalerna
Sigtunaannalerna, eller Skänningeannalerna som de också kallas efter det dominikanerkloster (Skänninge kloster) där handskriften tros en gång ha blivit skriven, är skrivna för hand på latin, och påträffades år 1867 på Ängsö slott i Västmanland av biblioteksamanuensen Eichhorn. De återfanns i slottets bibliotek i en liturgisk bok från 1400-talet, bundna i pressat läderband med ovanligt rikt förgyllda begynnelsebokstäver. Två lösa pergamentsblad låg i början av boken och två i slutet. Texten sammanställdes omkring år 1290 och har skrivits av en dominikanbroder.
Annalerna – eller årtalsanteckningarna – börjar med årtalet år 1208 men man vet inte om detta är den ursprungliga början. Det är emellertid helt klart att slutet saknas. Annalerna slutar i dag abrupt under årtalet år 1288 men resterande text från år 1288 och även det efterföljande år 1289 återfinns sekundärt avskrivet i en annan krönika.
Den liturgiska boken med Sigtunakrönikan köptes in av greve Carl Fredrik Piper på auktion efter överste Erik Gyllengriip den 20 april 1737 på Stensnäs slott i Västergötland för 12 daler kopparmynt. På den liturgiska bokens sista sida står: ”Denna bok lät Märta Thuresdotter skriva gudi till heders och eder allra käraste systrar till hugnad här vilja läsa detta”. Detta tyder på att den liturgiska boken ursprungligen kan ha kommit från Vadstena. Kanske skrevs därför de s.k. Sigtunaannalerna i själva verket i det till Vadstena närbelägna Skänninge, som också hade ett dominikankloster.
År 2001 gav Fotevikens Museum ut annalerna, vilket var första gången de i sin helhet blev översatta till svenska. Översättningen gjordes av Karl Fredrik Wasén.